# میدن‌بیمستر
میدن‌بیمستر (به هلندی: Middenbeemster) یک منطقهٔ مسکونی در هلند است که در Beemster واقع شده‌است. میدن‌بیمستر ۳٬۶۲۸ نفر جمعیت دارد.